# John Dumbleton
John Dumbleton (Johannes Dumbleton) (né vers 1310 et mort vers 1349) était un logicien, philosophe de la nature au Merton College à Oxford où il avait rang de fellow en 1338. Il était un des quatre calculateurs d'Oxford avec Thomas Bradwardine, William Heytesbury et Richard Swineshead. Il serait mort durant la peste de 1349.
Son opus magnum est la Summa logicae et philosophiae naturalis (Compendium de Logique et de philosophie naturelle) (1338).